# Andreas Coerdt

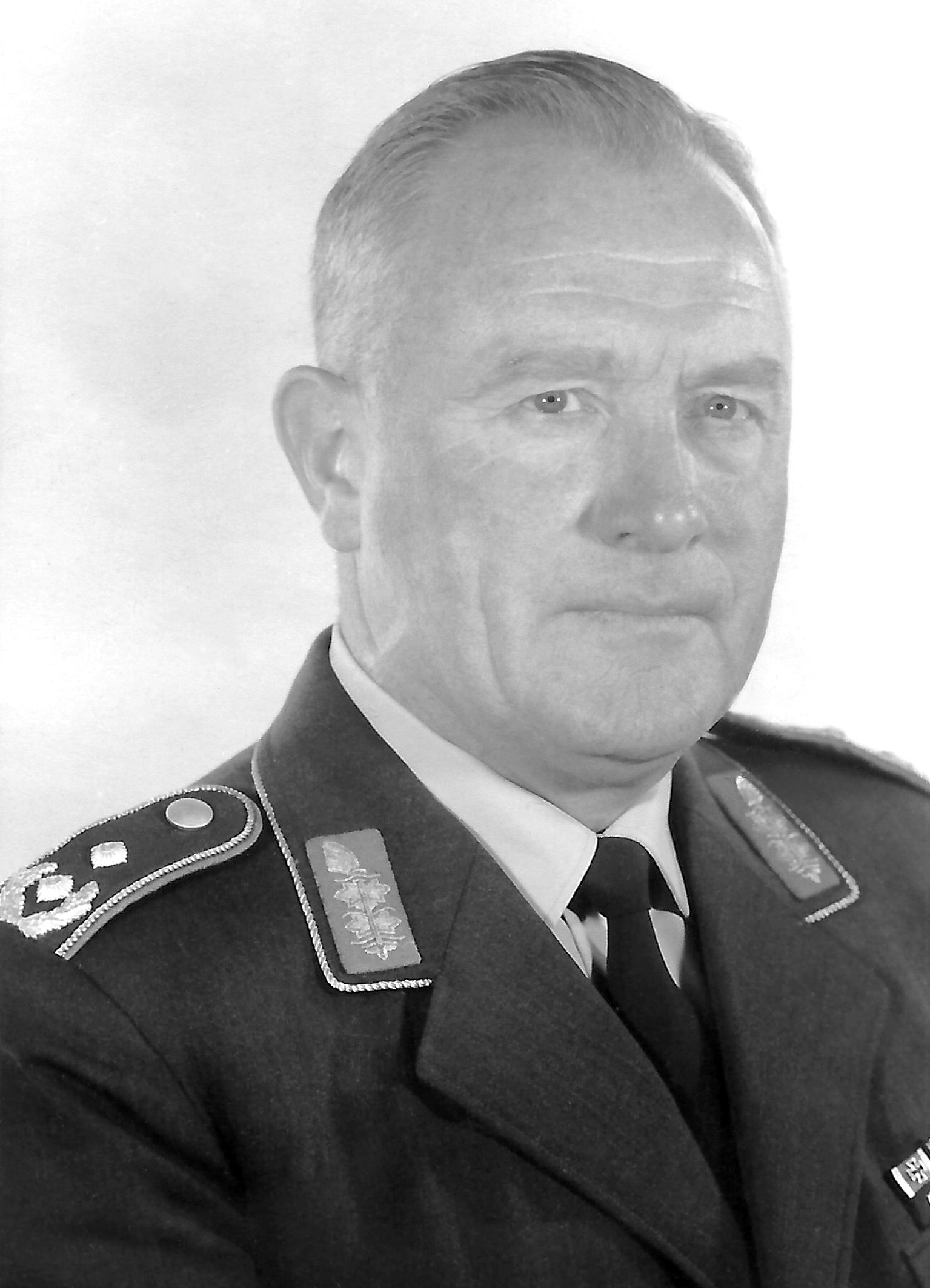
Andreas Coerdt (1971)

Andreas Coerdt (* 31. Januar 1916 in Düsseldorf; † 21. Juni 2006 in Schönberg (Holstein)) war ein deutscher Offizier, zuletzt Generalmajor der Luftwaffe der Bundeswehr.

## Leben
Coerdt wurde als erstes von drei Kindern in Düsseldorf geboren. Sein Vater, Wilhelm Coerdt, verunglückte als Reserve-Lokführer 1926 im Dienst. Seine Grundschulzeit verbrachte er zu großen Teilen in Stocklarn / Welver, der Heimat seines Vaters. Von 1926 bis 1935 besuchte er die Goethe-Oberrealschule in Düsseldorf und legte dort sein Abitur ab. 1940 heiratete er Charlotte Biermann, aus der Ehe stammen vier Kinder.

### Ausbildung und Vorkriegszeit
Ab November 1935 durchlief er die Ausbildung zum Truppführer im Reichsarbeitsdienst. Von 1936 bis 1938 erfüllte er seine aktive Dienstpflicht in der Wehrmacht. Im Anschluss (1939) schrieb er sich an der TH Darmstadt, Fachrichtung „Allgemeiner Maschinenbau“ ein.

### Zweiter Weltkrieg
In der Zeit von August 1939 bis 30. April 1943 war er Zugführer, ErkundungsOffz. (Straßburg / Westpreussen, an der Ostfront: Smolensk, Kalinin), Batteriechef (leichte Flak), Gruppenleiter für Versuche und Vorschriften (Flakartillerieschule Rerik II). Ab März 1945 Kompaniechef im Kampfverband Bauer (Lauenburg-Bleckede-Boizenburg). Vom 30. April bis 9. November 1945 war er in amerikanischer Kriegsgefangenschaft (Büderich am Rhein und Attichy bei Compiègne). Auszeichnungen: Deutsches Schutzwall-Ehrenzeichen, EK II, EK I, Ostmedaille, Kampfabzeichen der Flakartillerie, Erdkampfabzeichen der Luftwaffe, K.V.K II mit Schwertern, K.V.K. I mit Schwertern.

### Nachkriegszeit und Bundeswehr
Bis zum Eintritt 1956 in die Bundeswehr war Coerdt im Baugewerbe tätig. Nach dem Besuch der Abendfachschule an der Bauschule der Hansestadt Hamburg arbeitete er als Bauführer und Kalkulator einer Hamburger Baufirma. Seine Dienstzeit bei der Bundeswehr begann als Hauptmann an der Flugabwehrschule Rendsburg (Hörsaalleiter, Schießoffizier, Lehrstabsoffizier). 1961 wurde er Bataillonskommandeur der Fla-Versuchsgruppe in Hamburg-Iserbrook. 1963 wurde er Dezernent im Luftwaffenamt und 1964 Referent Bundesministerium der Verteidigung. Von 1965 bis 1967 war er Gruppenleiter der Flugverbände Luftwaffe. 1968 und 1969 war er Kommandeur der Raketenschule der Luftwaffe in Fort Bliss, Texas (German Air Defense School). Es folgten: 1970 Inspizient Flugkörperverbände der Luftwaffe (Boden-Luft) und Leiter der Inspizientengruppe Luftwaffe. Im April 1971 bis 1974 war Coerdt Kommandeur der 4. Luftwaffendivision in Aurich. Ende 1974 schied Generalmajor Coerdt aus der Bundeswehr aus und leitete bis Ende 1979 als General Manager das NATO-HAWK Management-Office in Paris.

## Ehrungen
- 1973: Großes Verdienstkreuz der Bundesrepublik Deutschland[3]
- Tätigkeitsabzeichen der Luftwaffe für: FlaRak-Personal in „Silber“